# Batoche
Batoche ist ein Weiler (Hamlet) und Wahlbezirk in der kanadischen Provinz Saskatchewan am Ufer des South Saskatchewan River etwa 70 km nordöstlich von Saskatoon. Nach seiner Gründung 1872 wurde es bald eine der größten Siedlungen der Métis und war 1885 während der Nordwest-Rebellion Sitz der Provisorische Regierung Saskatchewans der Métis und zuletzt Schauplatz der entscheidenden Schlacht von Batoche. Von 1888 bis zur Gründung von Saskatchewan 1905 war Batoche ein Wahlbezirk innerhalb der damals noch den größten Teil Kanadas umfassenden Nordwest-Territorien.

## Geschichte
Die von den Métis erbaute Siedlung Batoche wurde 1872 gegründet. Benannt ist sie nach dem Kaufmann und Viehzüchter Xavier Letendre dit Batoche, welcher der Gründer des Ortes war und selbst dort gelebt hat. Letendre ließ Mitte der 1870er-Jahre einen Handelsposten errichten und plante ein weitführendes Handelsnetz, dass sich bis nach Fort-à-la-Corne im Nordosten und Frog Lake im Nordwesten erstreckte. In beiden Ortschaften besaß er weitere Posten. Letendre handelte hauptsächlich mit Pelzen, die er von den Cree-Indianer abkaufte und gegen andere Waren eintauschen ließ.

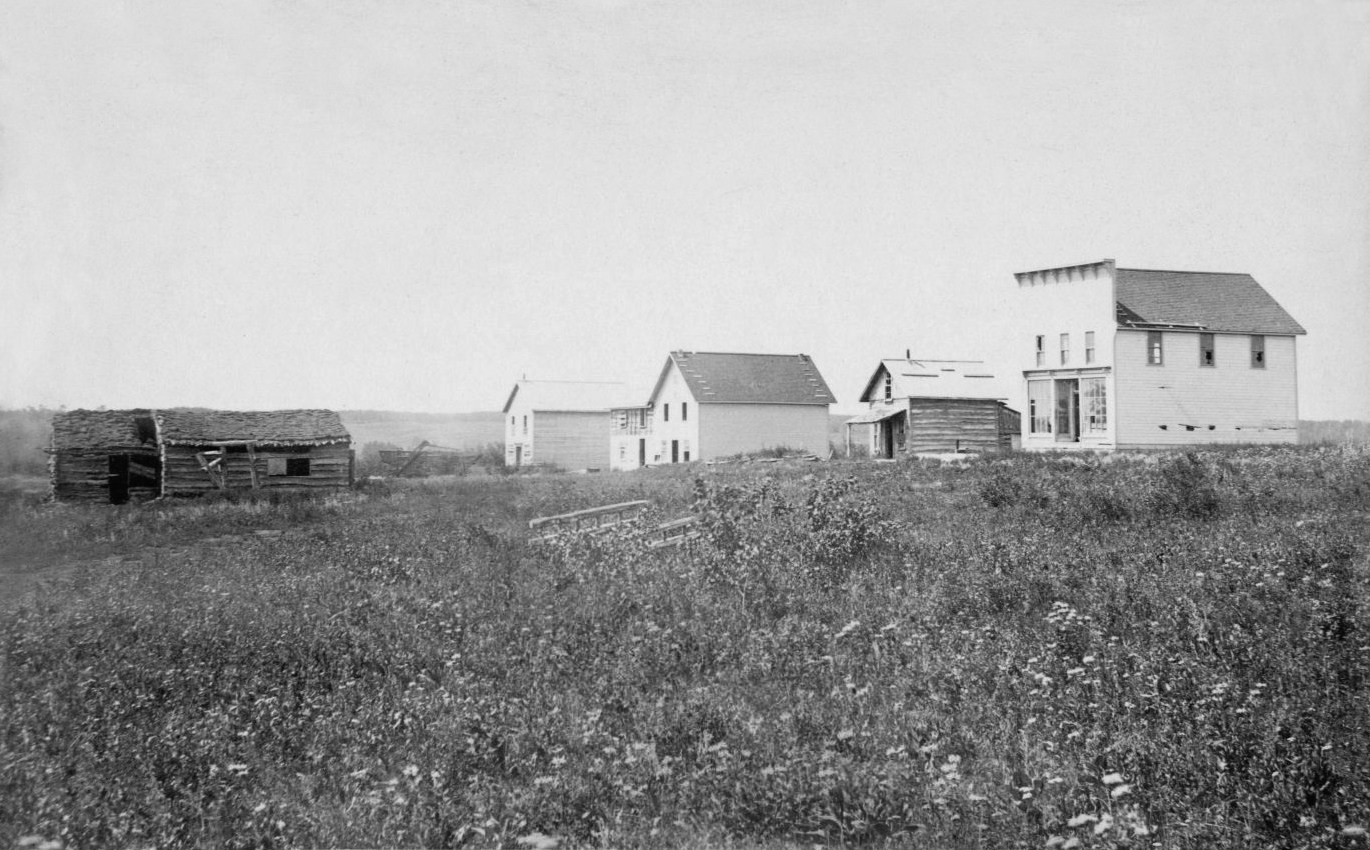
Batoche um 1885

Die Métis-Siedler lebten hauptsächlich vom Ackerbau und der Viehzucht. Bis zum Jahr 1885 stieg die Einwohnerzahl auf bis zu 500 Personen an. In diesem Zeitraum besaß Batoche neben mehreren Geschäften auch ein Pfarrhaus und eine römisch-katholische Kirche. Letendre selbst ließ sie in Auftrag geben und gab ihr später den Namen St. Antoine de Padoue. Gegen Ende der 1880er-Jahre wurde Batoche de facto zur Hauptstadt von Riels Provisorischer Regierung von Saskatchewan, die dieses Gebiet umfasste, erklärt. 

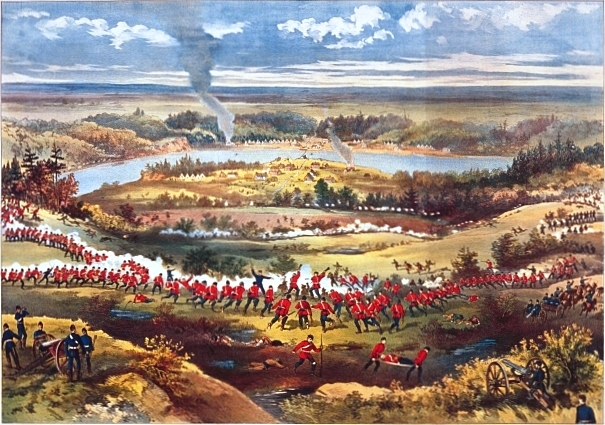
Die Schlacht von Batoche 1885 (Farbiger Druck von Seargent Grundy)

Die Schlacht von Batoche begann am 9. Mai 1885. General Frederick Middleton ritt am Morgen jenes Tages nach Batoche, nachdem er etwaige Zeit in der Nähe der Siedlung lagerte. Unterstützt wurde Middleton dabei durch weitere heranmarschierende Truppen sowie durch eine per Dampfboot gebrachte neue Gatling-Kanone. Durch einen plötzlichen Gewissenschwund weigerte er sich jedoch zunächst, die Stadt einzunehmen. Am 12. Mai drangen schließlich mehrere Mannschaften bis an den Ortsrand von Batoche vor und begannen, die Linien der Métis zu beschießen, bis ihnen letztendlich der Vorrat an Munition ausging. Der Pelzhändler und Métisführer Gabriel Dumont flüchtete danach ins Exil nach Montana; Louis Riel, der sich zu diesem Entschluss weigerte, ergab sich drei Tage später.

## National Historic Site of Canada
Batoche wurde 1923 offiziell zum National Historic Site ernannt. Das später errichtete Besucherzentrum bietet multimediale Präsentationen und gibt Einblicke über die Geschichte und das Leben der Bewohner damals. Zudem wurden mehrere der zu Gründungszeiten erbauten und nach der Schlacht wiederaufgebauten Gebäude restauriert und zu einem kleinen Freilichtmuseum umgebaut, die das Leben der Métis zwischen den Jahren 1860 und 1900 darstellen. Das Gelände des Museums umfasst heute ein NWMP-Lager, mehrere Farmhäuser, dass Pfarrhaus sowie die St. Antoine de Padoue Kirche. Der Komplex hat von Mitte Mai bis Mitte September geöffnet.